# Institut français d'archéologie de Beyrouth
L'Institut français d'archéologie de Beyrouth (IFAB, également connu sous le nom de Institut français d'archéologie à Beyrouth) était un institut de recherche français établi à Beyrouth, Liban, en 1946, consacré à l'étude de l'archéologie, de l'histoire et de l'épigraphie du Levant.
Il a joué un rôle important dans l'étude et la préservation du patrimoine archéologique du Levant, en particulier au Liban, en Syrie et en Jordanie, jusqu'à sa réorganisation en 1977 sous le nom d'Institut Français d'Archéologie du Proche-Orient (IFAPO), devenant plus tard une partie de l'Institut Français du Proche-Orient (IFPO) en 2003.
L'institut a été fondé par le Ministère des Affaires étrangères français et a été initialement dirigé par Henri Seyrig, un archéologue français éminent et ancien directeur des antiquités en Syrie et au Liban pendant la période du mandat français. L'IFAB était connu pour sa bibliothèque étendue, considérée comme l'une des meilleures du Moyen-Orient, et pour ses contributions à la recherche archéologique, notamment les fouilles, les prospections et les restaurations.

## Histoire et mission
L'idée d'établir un institut archéologique français à Beyrouth remonte à la fin du XIXe siècle, lorsque l'orientaliste et archéologue français Charles Clermont-Ganneau proposa en 1882, puis à nouveau en 1899, la création d'une station d'archéologie orientale à Beyrouth, dépendant de l'École française du Caire. Cependant, cette proposition ne se concrétisa qu'après la Seconde Guerre mondiale, lorsque le gouvernement français chercha à maintenir son influence culturelle et scientifique au Levant après la fin du Mandat français pour la Syrie et le Liban en 1946. L'IFAB a été officiellement créé par le Ministère des Affaires étrangères français le 5 juin 1946, sous le patronage de l'Université de Paris et de l'Académie des Inscriptions et Belles-Lettres. L'institut a d'abord été logé dans le Maison Beyhum, un bâtiment acquis par le gouvernement français en 1910. La maison, construite en 1850 par Hadj Abdallah Beyhum, avait auparavant servi d'hospice pour les Petites Sœurs des Pauvres et comme maison pour les soldats pendant la Seconde Guerre mondiale.
La mission principale de l'IFAB était de mener des recherches archéologiques au Levant, en se concentrant sur les périodes classiques et byzantines. L'institut avait également pour objectif de publier les résultats des fouilles et des études menées pendant la période du mandat français. L'une de ses premières tâches majeures a été la publication des découvertes archéologiques de sites tels que Palmyre et Baalbek, qui avaient été fouillés par des archéologues français pendant le mandat. L'IFAB a organisé plusieurs missions archéologiques, dont la Mission de Syrie du Nord, qui s'est concentrée sur l'étude de l'architecture chrétienne ancienne et des villages du nord de la Syrie. Cette mission, dirigée par l'architecte russe Georges Tchalenko, a produit des publications importantes sur les Villes mortes du nord de la Syrie, une série de colonies anciennes qui ont prospéré pendant la période byzantine. Une autre mission importante a été la Mission de Tell Arqa, qui a commencé en 1972. Cette mission, dirigée par l'archéologue français Ernest Will, s'est concentrée sur les fouilles de Tell Arqa, un site ancien du nord du Liban. Les fouilles ont révélé des informations importantes sur les périodes du Bronze et du Fer dans la région. L'IFAB a également joué un rôle clé dans la publication des Inscriptions Grecques et Latines de la Syrie (IGLS), un corpus complet d'inscriptions grecques et latines provenant de Syrie. Ce projet a été mené en collaboration avec l'Institut Fernand-Courby de l'Université de Lyon. L'institut a également joué un rôle clé dans la publication des résultats des fouilles archéologiques, notamment la revue Syria et la Bibliothèque Archéologique et Historique (BAH), qui sont devenues des références essentielles dans le domaine de l'archéologie du Proche-Orient.
Le déclenchement de la Guerre civile libanaise en 1975 a eu un impact profond sur l'IFAB. Le siège de l'institut à Beyrouth se trouvait dans une zone de conflit, et la bibliothèque a dû être évacuée pour protéger sa précieuse collection. La guerre a également perturbé le travail de terrain de l'institut et forcé de nombreux chercheurs à se déplacer en Syrie et en Jordanie. En réponse à la guerre, l'IFAB a étendu ses opérations au-delà du Liban, en établissant des branches à Damas et à Amman. Cette expansion a conduit au changement de nom de l'institut en Institut Français d'Archéologie du Proche-Orient (IFAPO) en 1977, reflétant son élargissement de la zone géographique d'étude.

## Directeurs et figures clés
L'IFAB a été dirigé par plusieurs archéologues éminents au cours de son existence. L'archéologue français Henri Seyrig a été le premier directeur de l'institut, de 1946 à 1966. Seyrig était un expert de Palmyre et a joué un rôle crucial dans la fondation de l'IFAB. Il avait auparavant été secrétaire général de l'École française d'Athènes et directeur du Service des antiquités en Syrie et au Liban. Il a été remplacé par l'archéologue français Daniel Schlumberger, qui a dirigé l'institut de 1967 jusqu'à sa mort en 1972. Schlumberger était connu pour ses travaux en Afghanistan et ses études sur l'art hellénistique au Proche-Orient. Ernest Will, qui a été directeur de 1973 à 1980 ; il était l'un des premiers pensionnaires (chercheurs résidents) et a mené des recherches importantes sur les hauts-reliefs et les tours funéraires de Palmyre. Une autre figure clé fut Jean Starcky, un prêtre français du diocèse de Paris, qui fut l'un des premiers rédacteurs des Rouleaux de la mer Morte. Il a collaboré avec Seyrig pour la publication des inscriptions découvertes lors des fouilles de l'Agora de Palmyre. Starcky a également travaillé sur diverses publications relatives à l'épigraphie palmyrénienne.

## Héritage
L'IFAB/IFAPO a apporté des contributions significatives à l'étude de l'archéologie et de l'histoire du Levant. Ses publications, ses fouilles et ses prospections ont fourni des aperçus précieux sur les civilisations anciennes de la région. La bibliothèque et les archives de l'institut restent des ressources importantes pour les chercheurs, et son héritage perdure à travers le travail de l'Institut Français du Proche-Orient (IFPO), qui a été formé en 2003 par la fusion de l'IFAPO avec d'autres institutions de recherche françaises au Moyen-Orient.

### Bibliothèque et publications
La bibliothèque de l'IFAB contenait plus de 24 000 volumes en 1970. Elle était renommée pour sa vaste collection d'ouvrages archéologiques et historiques, ainsi qu'une bibliothèque de photographies contenant des milliers de photographies aériennes, ce qui en faisait une ressource essentielle pour les chercheurs au Moyen-Orient. La bibliothèque a été évacuée pendant la guerre civile libanaise en 1975 et déplacée à Byblos, où elle est restée jusqu'à la fin du conflit. L'institut a publié plusieurs séries importantes, dont la Bibliothèque archéologique et historique (BAH) et la revue Syria, fondée pendant la période du mandat français. Ces publications ont diffusé les résultats des recherches archéologiques menées par les chercheurs français au Levant.